# Natéglinide
Le natéglinide est un médicament utilisé pour traiter le diabète de type 2. Il est vendu sous la marque Starlix.

## Mode d'action
Il appartient à la classe des méglitinides et agit en stimulant la libération d'insuline.

## Usage médical
Le natéglinide est un médicament utilisé pour traiter le diabète de type 2. Il est utilisé en association avec un régime alimentaire et de l'exercice. Ce n'est pas un traitement de première intention. Il peut être ajouté à de la metformine,. Le médicament est pris par voie orale.

## Effets secondaires
Les effets secondaires de ce médicament comprennent des étourdissements, la diarrhée, la bronchite ou l'hypoglycémie. L'utilisation n'est pas recommandée chez les personnes souffrant de problèmes hépatiques importants. La sécurité de ce médicament pendant la grossesse n'est pas claire.

## Histoire
Le médicament a été approuvé pour un usage médical aux États-Unis en 2000 et en Europe en 2001,,.